# Neon Gold Records
Neon Gold Records é uma gravadora com sede na cidade de Nova York fundada em 2008 por Derek Davies e Lizzy Plapinger.
Inicialmente operando como um rótulo de singles só de vinil, Neon Gold lançou os álbuns de estréia e carreiras internacionais de muitos astros, incluindo Passion Pit, Ellie Goulding, Marina and the Diamonds, Gotye, The Naked & Famous, Icona Pop e Tove Lo.
Para além da sua própria lista, Neon Gold são muitas vezes citado pela descoberta e o apoio inicial de uma série de outros artistas de sucesso, incluindo Vampire Weekend, Lana Del Rey, CHVRCHES, Grouplove e Walk the Moon.

## História
Em 8 de dezembro de 2010, Neon Gold assinou um contrato com a Columbia Records, que lhes permite mudar para lançamentos de corpo inteiro através de Columbia e Distribuição RED. Através do venture com a Columbia, a gravadora assinou e lançou álbuns de estréia de St. Lucia, Haim, e Magic Man.
Em janeiro de 2014, o rótulo embarcou em um novo contrato com a Atlantic Records.

## Artistas

### Atuais
- ASTR
- Bridgit Mendler
- Cathedrals
- Charli XCX
- HAERTS
- The Knocks
- Magic Man
- Marina and the Diamonds
- St. Lucia
- Tove Lo

### Antigos
- Awesome New Republic
- Ellie Goulding
- Fort Lean
- Foxes
- Gotye
- Haim
- Icona Pop
- Little Red
- Lovelife
- Miami Horror
- Mø
- Monarchy
- Mr. Little Jeans
- Passion Pit
- Penguin Prison
- Polarsets
- Savoir Adore
- Wildcat! Wildcat!

## Links
- Neon Gold blog
- Neon Gold no MySpace
- Neon Gold no Billboard Biz